# Vauriella insignis
El papamoscas de Luzón (Vauriella insignis) es una especie de ave paseriforme de la familia Muscicapidae endémica de la isla de Luzón, en Filipinas.

## Distribución y hábitat
El papamoscas de Luzón se encuentra únicamente en los bosques de las montañas del norte de la isla de Luzón, la isla más septentrional del archipiélago filipino. Está amenazado por la pérdida de hábitat.